# Mais laissez-nous succomber à la tentation
Pour plus de détails, voir Fiche technique et Distribution.
Mais laissez-nous succomber à la tentation (Crescete e moltiplicatevi) est un film italien de Giulio Petroni sorti en 1973.

## Fiche technique
- Titre français : Mais laissez-nous succomber à la tentation[1]
- Titre original italien : Crescete e moltiplicatevi[2]
- Réalisation : Giulio Petroni
- Scénario : Giulio Petroni, Augusto Caminito, Antonio Troisio
- Photographie : Alessandro D'Eva (it)
- Montage : Tatiana Morigi
- Musique : Ennio Morricone
- Décors : Francesco Vanorio
- Costumes : Renato Ventura
- Maquillage : Massimo Giustini
- Sociétés de production : Azalea Film, Intelefilm
- Pays de production :  Italie
- Langues originales : italien
- Format : Couleur par Eastmancolor
- Durée : 98 minutes (1 h 38)
- Genre : Comédie
- Dates de sortie :
  - Italie : 21 avril 1973
  - France : 15 mars 1978[1]

## Distribution
- Raymond Pellegrin : Placido Pellesi
- Lionel Stander : Commandant Zullin
- Hugh Griffith : Monseigneur Casadei
- Francesca Romana Coluzzi : Luisa
- Daniela Halbritter : Mariangela
- Rosalba Neri : La religieuse
- Gigi Ballista : médecin
- Silvio Noto (it) : Vladimiro Caoli
- Fabrizio Moroni (it) : Fiorenzo
- Rodolfo Bigotti (it)
- Elvira Cortese (it)
- Patrizia Luparia :